# Anthaxia egena
Anthaxia egena es una especie de escarabajo del género Anthaxia, familia Buprestidae. Fue descrita científicamente por Kerremans en 1913.